# Tubular Bells (singolo)
Tubular Bells (Now the Original Theme from "The Exorcist") è il primo singolo del musicista britannico Mike Oldfield, pubblicato nel Nord America nel 1973.
Il singolo contiene la sezione introduttiva della Part I dell'album Tubular Bells, utilizzata come sottofondo musicale nel film horror L'esorcista (1973). In seguito al successo del film, il singolo ha raggiunto la Top 10 della Billboard Hot 100 statunitense, ad oggi l'unico singolo di Oldfield ad aver raggiunto questo risultato.

## Pubblicazione
Il lato A del singolo è un estratto dalla prima parte dell'album Tubular Bells. Il singolo è stato realizzato dallo staff dell'Atlantic Records, il distributore americano dell'etichetta di Oldfield, la Virgin Records, ed è stato realizzato con frammenti dei primi 8 minuti di Tubular Bells. Essendo parti diverse tra loro, il montaggio del singolo ha portato ad una serie di transizioni brusche dovute ai tagli eseguisti sul nastro, inoltre nella fase iniziale al pianoforte del brano è presente un forte fruscio che non è udibile nella versione dell'album. La traccia conclude con un ritorno al motivo d'apertura, che sfuma, mentre nell'album non c'è alcun ritorno all'introduzione. Al momento della pubblicazione, al titolo Tubular Bells è stata aggiunta la dicitura Now the Original Theme from the Exorcist, in riferimento al suo utilizzo nel film L'esorcista, uscito nel dicembre 1973, stampato sull'etichetta in caratteri più grandi del titolo stesso del brano. Questa frase appariva anche sugli adesivi attaccati alla pellicola termoretraibile dell'album negli Stati Uniti.
Il lato B è un estratto modificato dalla sezione finale della Part I, in cui Vivian Stanshall annuncia gli strumenti che stanno per essere suonati; sfuma prima della conclusione della versione originale.
Mike Oldfield non era a conoscenza dell'esistenza della versione singolo di Tubular Bells e quando scoprì che questa versione era stata realizzata senza la sua autorizzazione ne rifiutò la pubblicazione nel Regno Unito. Esiste tuttavia una stampa di prova nel Regno Unito di questo disco, con il numero di catalogo VS-101, il ché suggerisce che la versione statunitense fosse stata presa in considerazione per la pubblicazione nel Regno Unito per un periodo. Tuttavia, Oldfield decise di pubblicare un altro singolo per il mercato britannico, dal titolo Mike Oldfield's Single, basato s'un nuovo arrangiamento di un segmento della seconda parte di Tubular Bells. Tale singolo riuscì a piazzarsi alla #31 nella UK Singles Chart.
Il singolo statunitense venne poi esportato anche in Europa, dopo l'enorme successo sia de L'esorcista che del brano stesso nella classifica americana. La versione europea aveva come secondo lato una versione folk della canzone per bambini Froggy Went a-Courting, interpretata da Mike Oldfield assieme a Vanessa Branson (sorella di Richard Branson), poi ripresa in Italia da Romina Power con il titolo Paolino maialino. Questa versione venne in seguito pubblicata anche in Australia e Nuova Zelanda, con l'unica differenza che il lato A conteneva segmenti diversi di Tubular Bells rispetto a quelli inclusi nel singolo americano.

## Tracce
Versione americana
1. Tubular Bells (Now the Original Theme from "The Exorcist") – 3:18
2. Tubular Bells – 4:39

Versione europea
1. Tubular Bells – 3:18
2. Froggy Went a-Courting – 4:27

Versione australiana
1. Tubular Bells – 4:00
2. Froggy Went a-Courting – 4:10

## Classifiche

### Classifiche settimanali
| Classifica (1974) | Posizione massima |
| ----------------- | ----------------- |
| Australia         | 12                |
| Canada            | 3                 |
| Nuova Zelanda     | 4                 |
| Stati Uniti       | 7                 |

### Classifiche annuali
| Classifica (1974) | Posizione |
| ----------------- | --------- |
| Australia         | 93        |
| Canada            | 103       |
| Stati Uniti       | 79        |